# Mahmoud Sarsak
Mahmoud Sarsak (nacido en 1987) es un jugador de fútbol palestino que jugó con la selección nacional de Palestina. Con 14 años, se convirtió en el jugador más joven en debutar en la primera división de fútbol palestina. En 2012, Sarsak pasó 96 días en huelga de hambre tras haber permanecido encarcelado durante tres años en Israel sin juicio ni cargos, en lo que se denomina régimen de detención administrativa. Israel le acusaba de ser miembro activo de la Yihad Islámica, una acusación que él niega. Sarsak salió de prisión el 10 de julio de 2012, aunque no volvió a dedicarse profesionalmente al fútbol.

## Carrera profesional
Sarsak nació en campamento de refugiados de Rafah, en la Franja de Gaza (Palestina). Se crio en el seno de una familia futbolera: cuatro de sus seis hermanos también se dedicaron al fútbol, mientras que su padre fue futbolista semi-profesional en la liga egipcia en los años setenta. De niño, Sarsak tenía como héroes a Dunga, Alessandro Del Piero, Paul Scholes y Zinedine Zidane, así como el futbolista egipcio Mohamed Aboutrika. Con siete años se incorporó en las categorías inferiores del Khadamat Rafah, equipo con el que debutó en la máxima categoría del fútbol palestino con tan solo 14 años, convirtiéndose en el jugador más joven de la historia en debutar en la primera división palestina. Su posición en el campo era delantero centro o extremo derecho. Jugó regularmente en el equipo olímpico palestino de fútbol, en las categorías inferiores de la selección palestina y dos veces en la selección absoluta de Palestina, en partidos contra China e Irak. También estudiaba la carrera de informática. En junio de 2009 firmó por dos años con el equipo cisjordano Balata Youth, ubicado en el campamento de refugiados de Balata. Sin embargo, al cruzar la frontera palestino-israelí por el Paso de Erez fue detenido y pasó tres años en situación de detención administrativa. En 2013, Sarsak expresó su esperanza de regresar al equipo nacional palestino en el futuro.

## Detención y huelga de hambre
Tras firmar por el Balata Youth de la primera división cisjordana (la liga palestina tiene dos divisiones paralelas, en Cisjodania y la Franja de Gaza, debido a su separación geográfica), Sarsak solicitó a Israel el permiso de viaje necesario para llegar hasta Cisjordania. Tras recibir la documentación necesaria, Sarsak inició su viaje junto con otros cuatro futbolistas, pero fue detenido el 22 de julio de 2009 en el Paso de Erez en su camino hacia la ciudad de su nuevo equipo en Cisjordania, el Balata Youth, ubicado en el campamento de refugiados de Balata, en Nablus. Fue detenido por ser, presuntamente, un combatiente ilegal vinculado a la Yihad Islámica Palestina. El Shin Bet, los servicios secretos internos de Israel, afirmó que una vez había colocado una bomba que hirió a un soldado israelí. Sin embargo, esta misma agencia declaró no tener suficientes pruebas para llevar a Sarsak a juicio, por lo que se le mantuvo durante tres años en detención administrativa, sin conocer el motivo de su detención, las pistas que le incriminaban o los crímenes que le imputaban. En 2013, Sarsak confesó que durante su encarcelamiento había sido regularmente sometido a torturas físicas y mentales con el fin de que confesara formar parte de Fatah y tener vínculos con Hamás, algo que él sigue negando.
El 19 de marzo de 2012 comenzó una huelga de hambre tras conocer que su detención administrativa había sido ampliada por sexta vez. Su decisión de empezar una huelga de hambre llegó en respuesta a la muerte de Zakaria Issa, un futbolista internacional con Palestina que murió de leucemia durante otra detención administrativa en la que se le había negado tratamiento médico. Recibió alimentación intravenosa durante la huelga, y el 14 de mayo rehusó un trato que acabó con un mes de huelgas de hambre de otros prisioneros palestinos. Insistió en recibir el estatus de prisionero de guerra, dado que había sido detenido bajo la Ley de Combatientes Ilegales de Israel, y rechazó una oferta de las autoridades israelíes que le proponía la liberación a cambio de un exilio de tres meses en Noruega. El 10 de junio fue trasladado a un hospital para recibir tratamiento médico debido a que el empeoramiento de su salud ya no era tratable en la cárcel de Ramla. Durante su huelga de hambre, que duró 96 días, Sarsak vio reducido hasta casi la mitad de su peso habitual y perdió temporalmente la vista y el oído, además de padecer pérdidas de conocimiento y lapsus de memoria.
Diversos médicos y funcionarios palestinos declararon el 14 de junio que Sarsak había vuelto a beber leche tras una reunión con funcionarios israelíes. El 18 de junio, el abogado de Sarsak desveló que habían llegado a un acuerdo mediante el cual Sarsak acabaría con su huelga de hambre a cambio de ser liberado el 10 de julio. Mahmoud Sarsak recobró la libertad 101 días después de haber iniciado su huelga de hambre.

### Repercusión internacional
El 5 de junio de 2012, un grupo de manifestantes organizó protestas en Londres para llamar la atención sobre el caso de Sarsak. Pronto se convirtió en una importante causa para los aficionados al fútbol, como por ejemplo la Brigada Verde del Celtic Football Club.
El 8 de junio de 2012, FIFPro, que representa a los futbolistas profesionales de todo el mundo, exigió su inmediata liberación. Pronto le siguieron peticiones similares de Éric Cantona, Frédéric Kanouté, del entonces presidente de la UEFA Michel Platini y del entonces presidente de la FIFA Sepp Blatter. Sarsak recibió también un apoyo expreso de futbolistas como Abou Diaby y Lilian Thuram. Más allá del fútbol, el director de cine Ken Loach y el académico Noam Chomsky también pidieron su liberación. El 14 de junio, Amnistía Internacional demandó que Sarsak fuese admitido en un hospital o directamente liberado, denunciando que se le había negado el acceso a un tratamiento médico adecuado, algo que ellos tildaron de trato inhumano y degradante.
La Asociación de Fútbol de Palestina (PFF) pidió a la UEFA que quitara a Israel el privilegio de organizar la Eurocopa sub-21 de 2013 en respuesta a la detención de Sarsak, lo que el PFF describía como una "vulneración directa de las normas FIFA". Platini rechazó la solicitud y criticó al PFF por hacer campaña contra Israel. Blatter y el presidente del Comité Olímpico Internacional Jacques Rogge apoyaron la decisión de Platini.

### Liberación
El 10 de julio de 2012, Israel liberó a Mahmoud Sarsak de la cárcel. Una ambulancia le llevó en primera instancia a Beit Hanoun, al norte de la Franja de Gaza. De allí volvió a ser trasladado en ambulancia hasta el hospital Al-Shifa, en la ciudad de Gaza. A su llegada a esta ciudad fue recibido con una ceremonia de bienvenida en la que docenas de miembros de la Yihad Islámica dispararon sus rifles al aire. Se decoraron las calles con enormes fotos de Sarsak, y tras salir de su coche, Sarsak fue subido a hombros y recibió los besos y abrazos de sus amigos y su familia. Sarsak declaró: «esta es una victoria para los prisioneros y doy las gracias a todos las personas y a las organizaciones palestinas, árabes e internacionales que se levantaron para defenderme».
Tras su liberación, Amnistía Internacional expresó su "alivio" y pidió a Israel que terminase con el uso de la detención administrativa. FIFPro también celebró la liberación de Sarsak, declarando que "Nosotros, FIFPro, representantes de todos los futbolistas del mundo, deseamos que cada futbolista del mundo pueda ser capaz de jugar para su país; ya sea Lionel Messi, Cristiano Ronaldo o Mahmoud Sarsak. En las normas FIFA se explícita que se debe permitir a todos los jugadores jugar para su país." La Yihad Islámica palestina emitió una declaración en la que calificaba la liberación de Sarsak como «una victoria de la voluntad, la determinación y la constancia».

## Vida tras la liberación
Los tres años de detención sin cargos y los tres meses de huelga de hambre destruyeron la carrera futbolística de Mahmoud Sarsak. Él mismo declaró a la revista Vice: «Me robaron tres años de mi vida. Estuve en la cárcel entre los 21 y los 24 años, de los mejores años para un futbolista, cuando eres joven y ágil. Me perjudicaron tanto física como psicológicamente. Tras salir de prisión, tardé ocho meses en volver a estar en condiciones físicas de entrenar».
En octubre de 2012, Mahmoud Sarsak rechazó la invitación del F. C. Barcelona para asistir al partido de liga de este equipo contra el Real Madrid. El motivo aducido para este rechazo fue la invitación simultánea de Gilad Shalit, un cabo israelí apresado por Hamás en la Franja de Gaza. Sarsak declaró que "no se puede igualar a la víctima y al opresor", añadiendo que existe "una gran diferencia entre detener a un soldado, que lleva un uniforme militar en el interior de su tanque, porta un rifle y mata a inocentes sin defensa y arrestar a un futbolista en un control militar cuando va a jugar al fútbol a Cisjordania"
A mediados de 2014 vivía en Londres con estatus de refugiado y trabajando de vendedor callejero en un puesto de faláfel. Desde su liberación, Sarsak ha intentado aumentar la concienciación sobre la persecución de futbolistas palestinos por parte del gobierno israelí, oponiéndose a la celebración de la Copa de Europa sub-21 en Israel.